# Escape of the Fast Freight
The Escape on the Fast Freight  è un cortometraggio muto del 1915 diretto da Paul Hurst (con il nome Paul C. Hurst). È il tredicesimo episodio del serial The Hazards of Helen, che nei suoi primi episodi ha come protagonista l'attrice Helen Holmes.

## Trama
Durante un turno di notte al suo posto di lavoro, Helen viene aggredita da due ladri che, prima di fuggire, la chiudono in un armadio. Poco tempo dopo, la ragazza - liberata - li vede sopra un treno merci. Helen salta sul il treno, ma viene inseguita dai banditi che la rincorrono sul tetto dei vagoni. Finisce che tutti e tre finiscono in acqua mentre stanno attraversando un fiume. Il treno si ferma: Helen viene salvata e i due sono arrestati.

## Produzione
Il film fu prodotto dalla Kalem Company.

## Distribuzione
Distribuito dalla General Film Company, il film - un cortometraggio in una bobina - uscì nelle sale cinematografiche USA il 6 febbraio 1915 anche con il titolo alternativo The Hazards of Helen: The Escape on the Fast Freight. La pellicola di questo tredicesimo episodio del serial si trova conservata negli archivi della Library of Congress in un positivo 35 mm.
L'episodio 13, uscito nel 1915, appare in un'antologia in DVD della durata totale di 739 minuti, uscita nel 2007 e distribuita dalla National Film Preservation Foundation con il titolo Treasures III - Social Issues in American Film - (1900-1934) .